# Verenigd Links Actieverbond
Het Verenigd Links Actieverbond (Duits: Aktionsbündnis Vereinigte Linke), was een links socialistische lijstverbinding (kartel) in de Duitse Democratische Republiek. De AVL bestond uit twee linkse bewegingen:
- Verenigd Links (Vereinigte Linke) - opgericht door dissidente SED en linkse Christenen
- De Anjers (Die Nelken) - een op 31 januari 1990 opgerichte marxistische partij

Bij de Volkskammerverkiezingen van 18 maart 1990 verkreeg de AVL 0,2% van de stemmen, goed voor één zetel in de 400 zetels tellende Volkskammer (Oost-Duits parlement). Thomas Klein (VL) vertegenwoordigde de AVL tot het einde van de DDR in oktober 1990 in de Volkskammer. De AVL-fractie was de kleinste fractie in het Oost-Duitse parlement en kantte zich tegen de opheffing van de DDR. Van oktober tot december 1990 vertegenwoordigde Klein de AVL in de Bondsdag (Bundestag). In december 1990 ging de beweging op in de Partij van het Democratische Socialisme (Partei des Demokratischen Sozialismus, PDS).